# Rue du Lieutenant-Colonel-Deport
La rue du Lieutenant-Colonel-Deport est une voie du 16e arrondissement de Paris, en France.  

## Origine du nom

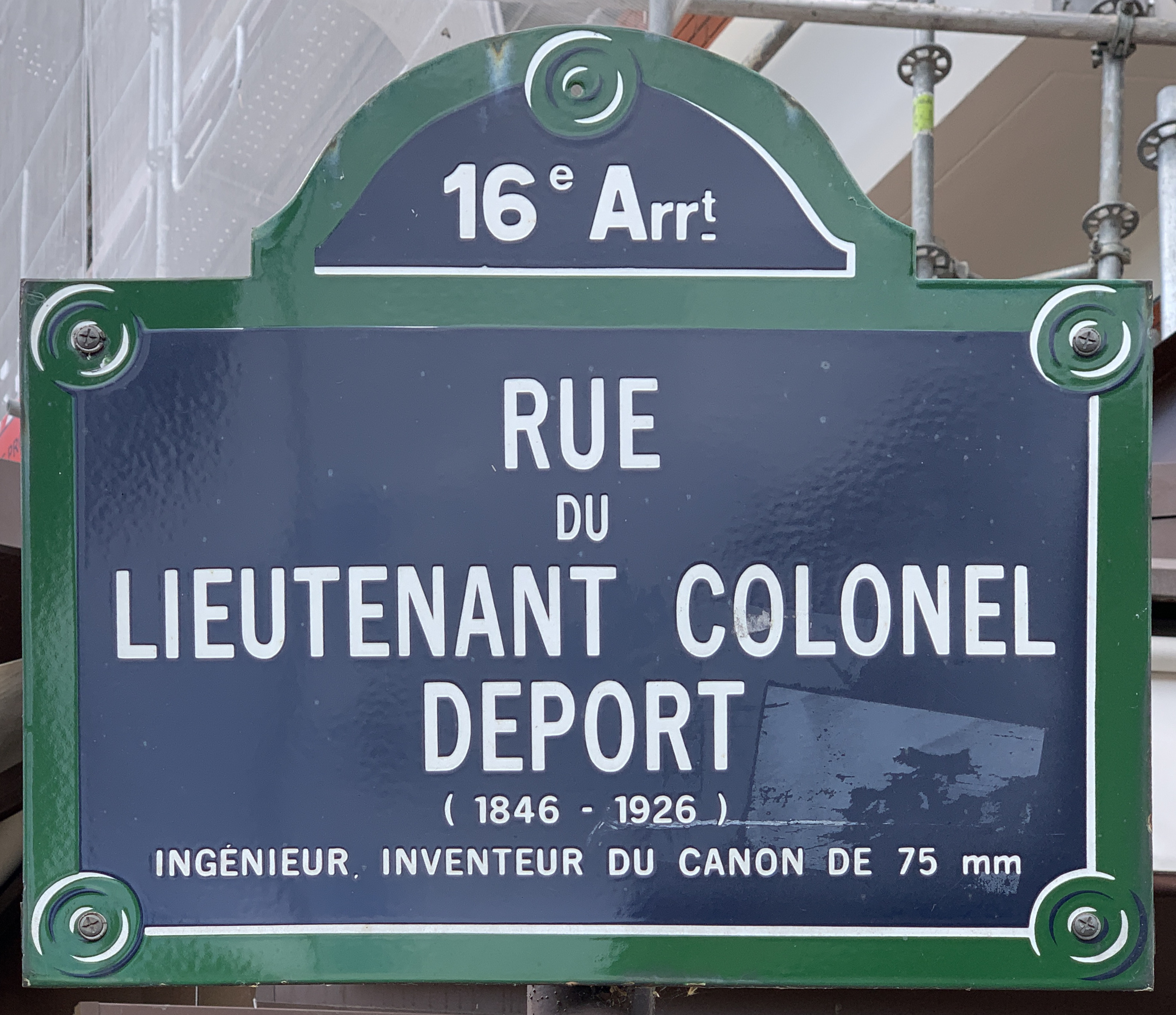
Plaque de la rue.

Elle porte le nom du lieutenant-colonel Joseph-Albert Deport (1846-1926), officier et ingénieur, dont le nom est associé à la conception du canon de 75 mm modèle 1897.

## Historique
Cette rue est ouverte en 1932 sur l'emplacement du bastion no 65 de l'enceinte de Thiers et reçoit son nom actuel le 29 janvier 1932.

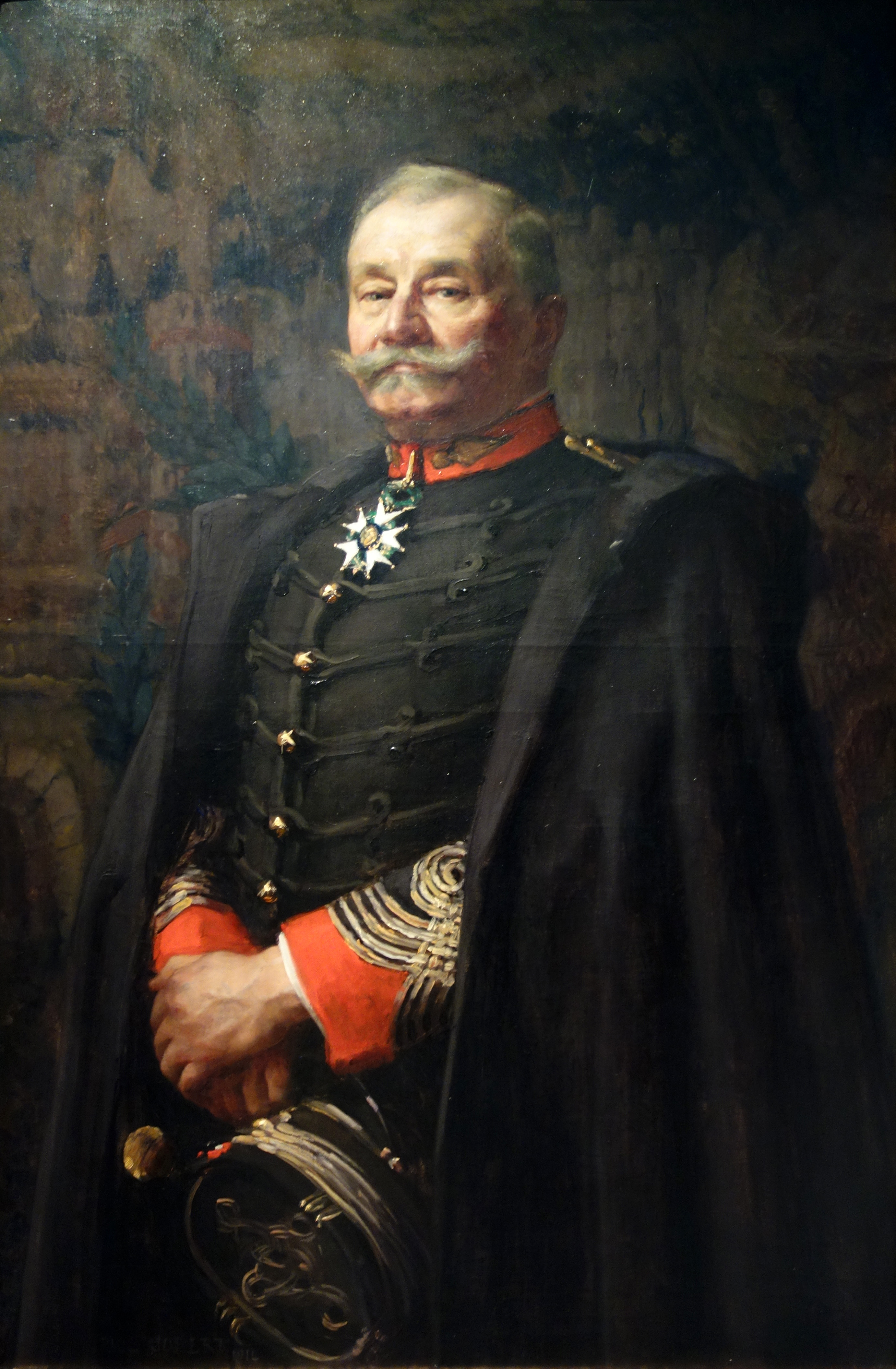
Le colonel Deport peint par Paul Jobert.
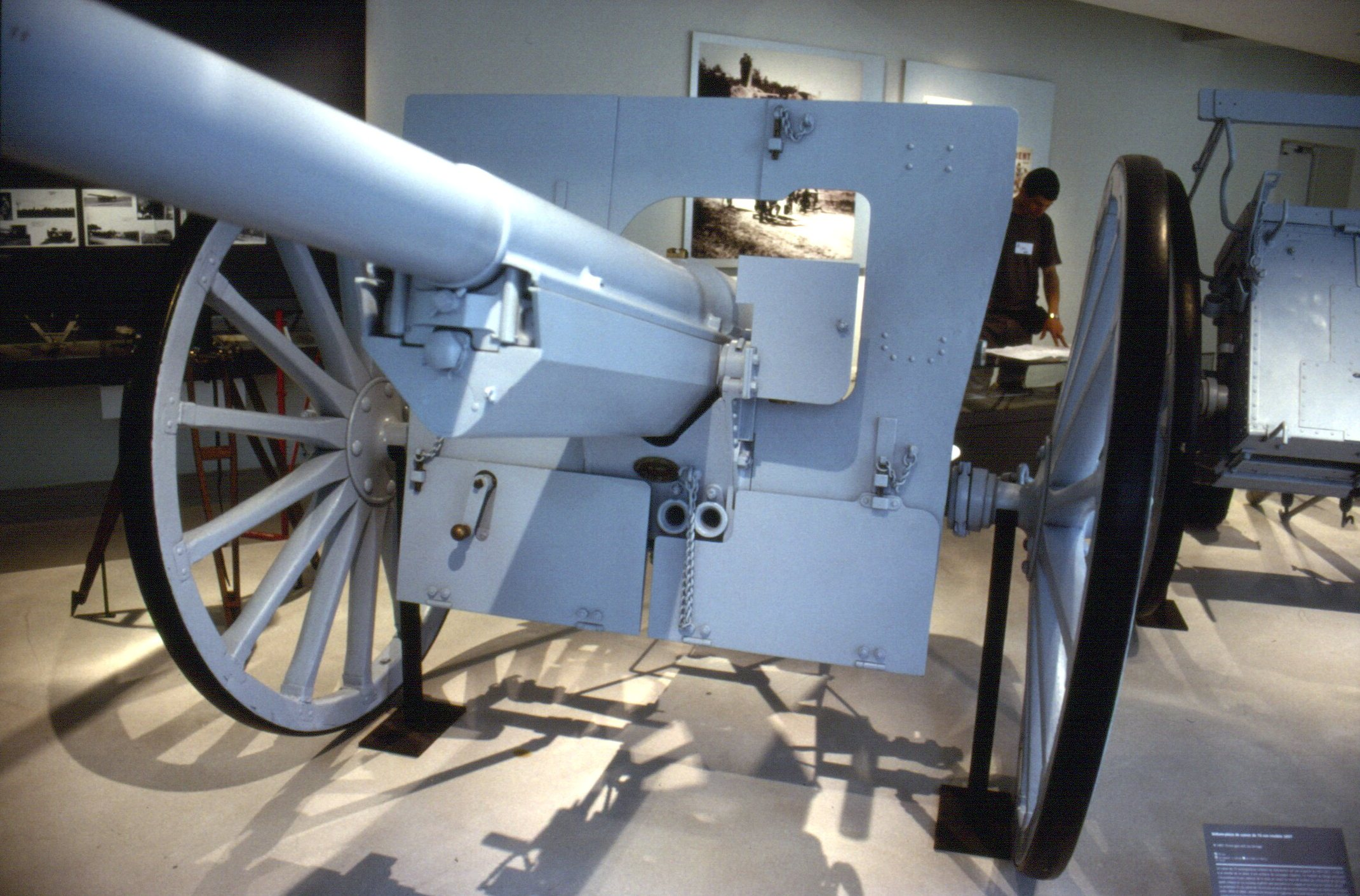
Le canon de 75 mm modèle 1897, exposé au musée de l’Armée (hôtel des Invalides).